# Agata Zawiszewska
Agata Dorota Zawiszewska (ur. 12 grudnia 1971 w Szczecinie) – polska literaturoznawczyni, edytorka i tłumaczka, profesor nauk humanistycznych.

## Życiorys
Absolwentka Studium Nauczycielskiego im. Henryka Jordana w Szczecinie. W 1995 ukończyła studia na kierunku filologia polska na Uniwersytecie Szczecińskim. 20 maja 2004 obroniła rozprawę doktorską Recepcja literatur europejskich na łamach „Wiadomości Literackich (1924-1939)”. Na przykładzie literatury rosyjskiej, niemieckiej, francuskiej i angielskiej, którą napisała pod kierunkiem prof. Krzysztof Cieślika. 9 listopada 2011 habilitowała się na podstawie pracy zatytułowanej Życie świadome. O nowoczesnej prozie intelektualnej Ireny Krzywickiej. Znawczyni literatury feministycznej końca XIX wieku i początku XX wieku. Członkini Zespołu Kierunkowego ds. Jakości i Programów Kształcenia na kierunku filologia polska oraz przewodnicząca szczecińskiego Komitetu Okręgowego Olimpiady Literatury i Języka Polskiego dla Szkół Podstawowych. W swych badaniach skupia się na analizie czasopism z okresu międzywojnia i historii polskiego ruchu emancypacyjnego. Autorka kilkudziesięciu artykułów naukowych, pojawiających się m.in. na łamach Tekstów Drugich i Wielogłosu.

## Wybrane publikacje
- Recepcja literatury rosyjskiej na łamach „Wiadomości Literackich” (1924-1939), Wydawnictwo Naukowe Uniwersytetu Szczecińskiego, Szczecin 2005.
- Zachód w oczach liberałów. Obraz literatury niemieckiej, francuskiej i angielskiej na łamach „Wiadomości Literackich” (1924-1939), Wydawnictwo Naukowe Uniwersytetu Szczecińskiego, Szczecin 2006.
- Życie świadome. O nowoczesnej prozie intelektualnej Ireny Krzywickiej, Wydawnictwo Naukowe Uniwersytetu Szczecińskiego, Szczecin 2010.
- Między Młodą Polską, Skamandrem i Awangardą. Kobiety piszące wiersze w dwudziestoleciu międzywojennym, Wydawnictwo Naukowe Uniwersytetu Szczecińskiego, Szczecin 2014.
- „Ster” pod redakcją Pauliny Kuczalskiej-Reinschmit. Lwów 1895-1897 (z bibliografią zawartości i antologią), Wydawnictwo Naukowe Uniwersytetu Szczecińskiego, Szczecin 2017.
- Między „Sterem” lwowskim i warszawskim. Działalność społeczna i publicystyczna Pauliny Kuczalskiej-Reinschmit na początku XX wieku, Wydawnictwo Naukowe Uniwersytetu Szczecińskiego, Szczecin 2021.
- Spór o Polską Akademię Literatury, Wydawnictwo Poznańskiego Towarzystwa Przyjaciół Nauk, Poznań 2022.